# Estrela Vermelha BC
O Košarkaški klub Crvena zvezda (cirílico sérvio: Кошаркашки клуб Црвена звезда, português: Estrela Vermelha Basquetebol Clube), atualmente referido como KK Crvena zvezda mts por razões de patrocinadores, é um clube profissional de basquetebol masculino baseado em Belgrado, Sérvia. Manda seus jogos de maior porte na Štark Arena e partidas com menor público no Aleksandar Nikolić com 18.386 e 5.878 lugares respectivamente. Por razones de patrocinio, se llama KK Crvena Zvezda Meridianbet.
O clube detém 19 títulos nacionais contando com a disputa das ligas jugoslava, Sérvia e Montenegro e a atual sérvia, dentre estes dez tentos são em sequência (1946-1955) e atualmente é quatro vezes campeão consecutivo. Além de atualmente ser membro da Liga ABA, EuroLiga e KLS.
Dentre os maiores jogadores a defenderem o clube em suas história, incluem:Nebojša Popović, Aleksandar Nikolić, Borislav Stanković, Srđan Kalember, Ratomir Vićentić, Sreten Dragojlović, Vladimir Cvetković, Ljubodrag Simonović, Zoran Slavnić, Dragan Kapičić, Dragiša Vučinić, Žarko Koprivica, Rajko Žižić, Slobodan Nikolić, Predrag Bogosavljev, Zoran Radović, Boban Janković, Saša Obradović, Nebojša Ilić, Aleksandar Trifunović, Milenko Topić, Zlatko Bolić, Igor Rakočević, Milan Gurović, Nemanja Bjelica, Boban Marjanović, Stefan Jović e Marko Simonović.

## Títulos

### Nacionais
YUBA (1946-1992)
Campeão (12): 1946, 1947, 1948, 1949, 1950, 1951, 1952, 1953, 1954, 1955, 1968–69, 1971–72
YUBA Sérvia e Montenegro (1992-2006)
Campeão (3):1992–93, 1993–94, 1997–98
KLS (2006-presente)
Campeão (5):2014–15, 2015–16, 2016–17, 2017–18, 2018-19
Copa da Iugoslávia
Campeão(3):1970–71, 1972–73, 1974–75
Copa Radivoj Korać
Campeão(6):2003–04, 2005–06, 2012–13, 2013–14, 2014–15, 2016–17
Supercopa
Campeão(1):1993

### Regionais
Liga ABA
Campeão(7):2014–15, 2015–16, 2016–17, 2018–19, 2020-19, 2021-22, 2023-24
Supercopa Adriática
Campeão(1):2018

### Continentais
FIBA Copa Saporta
Campeão(1):1973-74

## Jogadores notáveis
Década de 1940
- Strahinja Alagić
- Milan Bjegojević
- Aleksandar Gec
- Srđan Kalember
- Aleksandar Nikolić
- Nebojša Popović
- Tullio Rochlitzer
- Milorad Sokolović
- Borislav Stanković
- Vasilije Stojković

Década de 1950
- Đorđe Andrijašević
- Borislav Ćurčić
- Ladislav Demšar
- Dragan Godžić
- Borko Jovanović
- Đorđe Konjović
- Milutin Minja
- Obren Popović
- Branko Radović

Década de 1960
- Vladimir Cvetković
- Sreten Dragojlović
- Nemanja Đurić
- Ratomir Vićentić

Década de 1970
- Dragan Kapičić
- Žarko Koprivica
- Goran Rakočević
- Ivan Sarjanović
- Ljubodrag Simonović
- Zoran Slavnić
- Dragiša Vučinić
- Radivoje Živković

Década de 1980
- Zufer Avdija
- Predrag Bogosavljev
- Boban Janković
- Zoran Jovanović
- Stevan Karadžić
- Branko Kovačević
- Mirko Milićević
- Slobodan Nikolić
- Zoran Radović
- Rajko Žižić

Década de 1990
- Zlatko Bolić
- Rastko Cvetković
- Dražen Dalipagić
- Vlade Divac
- Nebojša Ilić
- Nikola Jestratijević
- Mileta Lisica
- Dragan Lukovski
- Saša Obradović
- Luka Pavićević
- Vladimir Radmanović
- Igor Rakočević
- Zoran Sretenović
- Jovo Stanojević
- Predrag Stojaković
- Dragan Tarlać
- Dejan Tomašević
- Milenko Topić
- Aleksandar Trifunović
- Charles Smith

Década de 2000
- Elmedin Kikanović
- Pero Antić
- Milko Bjelica
- Omar Cook
- Goran Jeretin
- Obinna Ekezie
- Nemanja Bjelica
- Tadija Dragićević
- Vladislav Dragojlović
- Milan Gurović
- Marko Kešelj
- Petar Popović
- Vuk Radivojević
- Vladimir Štimac
- Miloš Vujanić
- Scoonie Penn

Década de 2010
- James Feldeine
- Maik Zirbes
- Sofoklis Schortsanitis
- Taylor Rochestie
- Nemanja Dangubić
- Ognjen Dobrić
- Marko Gudurić
- Stefan Jović
- Nikola Kalinić
- Raško Katić
- Ognjen Kuzmić
- Branko Lazić
- Boban Marjanović
- Vasilije Micić
- Luka Mitrović
- Nemanja Nedović
- Marko Simonović
- Jaka Blažič
- Alen Omić
- Charles Jenkins
- Tarence Kinsey
- Quincy Miller
- DeMarcus Nelson
- Omar Thomas
- Marcus Williams

## Ligações Externas
- Site Estrela Vermelha (basquete) (sérvio)
- Página do Estrela Vermelha no Site da Euroliga (em inglês)